# Alfred den store
Alfred den store (fornengelska: Ælfrēd, fornnordiska: Elfráðr inn ríki), född 849 i Wantage, Oxfordshire, död 26 oktober 899 i Winchester, Hampshire, son till kung Æthelwulf (839–858), var en anglosaxisk kung av Wessex från 871, då han efterträdde sin bror Æthelred I (866–871) på tronen. Han är den ene av Englands regenter som har fått tillnamnet den store (den andre är den danske och engelske kungen Knut den store). Vidare besegrade han Guthrum vid Edington 878 och drev därigenom tillbaka de inträngande danska vikingarna till norra England. I den efterföljande freden bestämdes att Guthrum skulle döpas och att Alfred skulle erkänna dansk överhöghet i Östangeln och delar av Mercia.
Anglosaxiska lagar samlades, munkar uppmanades skriva krönikor (de anglosaxiska krönikorna), skolväsendet främjades och lärda verk översattes till anglosaxiska. Alfred lät även bygga försvarsverk och en flotta, vilket gör att han räknas som den engelska flottans fader.
Han begravdes i den dåvarande huvudstaden Winchester. Biskop Asser av Sherborne, som var Alfreds rådgivare, blev hans levnadstecknare.

## Unga år
Alfred föddes i Wantage, som på den tiden låg i Berkshire, men som sedan 1974 har tillhört Oxfordshire. Han var kung Æthelwulfs av Wessex fjärde son. Modern var antagligen Æthelwulfs första hustru Osburga. Hans tre äldre bröder var Æthelbald, Æthelberht och Æthelred.
Som barn skall han ha varit vacker och lovande. Som femåring uppges han ha blivit sänd till Rom, där han konfirmerades av påve Leo IV. Påven skall också ha ”smort honom till kung”. Senare historiker har tagit detta som en kröning utförd på förhand. Det är mindre troligt att påven avsåg att göra det, eftersom alla de tre äldre bröderna var i livet vid den tidpunkten. Det rör sig antagligen om en speciell välsignelse eller på sin höjd om en bekräftelse av en titel som underkung i ett av de riken som var underlagt Wessex. Högst sannolikt är hela historien apokryf, men det är säkert att Alfred reste till Rom 854–855 tillsammans med sin far. De tillbringade då någon tid hos Karl den skallige, frankernas kung. Fadern dog redan 858, då Alfred var omkring nio år gammal.

## Offentligt liv

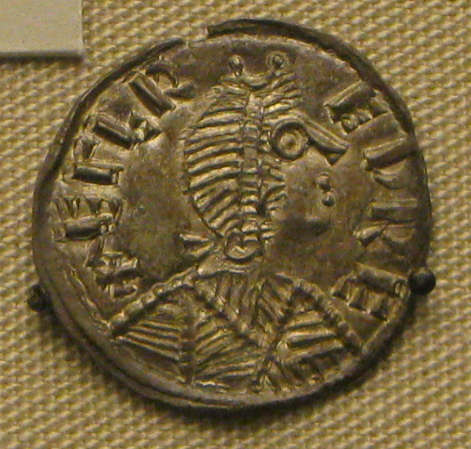
Alfred den store på ett samtida mynt.

De två äldsta bröderna, Æthelbald och Æthelberht, styrde ganska kort tid; 856–860 respektive 860–865. Denna period uppträder Alfred inte i källorna. Men då Æthelred övertog tronen 865 träder Alfred fram som en militärledare. Asser använder ordet secundarius om honom, vilket antyder att han var den uppenbara arvingen efter Æthelred, en ordning som liknar det skotska tanisteriet där det inte nödvändigtvis är kungens äldste son som ärver, men den som är bäst lämpad att styra. Det finns orsak att tro att detta var en arvsföljd som blev bekräftad av Witenagemot, så att man hade ordningsföljden klar för den händelse Ethelred skulle dö plötsligt.
868 gifte Alfred sig med Eahlswith, en dotter till Æthelred Mucill som var ealdorman bland gainerna, ett folk som levde i området runt omkring, och har gett namn till, dagens Gainsborough i Lincolnshire. Hon var barnbarn till en kung av Mercia, och en av deras döttrar, Æthelflæd, blev själv regerande drottning av Mercia.
Samme år som han gifte sig, kämpade Alfred tillsammans med Ethelred mot danerna i ett misslyckat försök att säkra Mercia mot dansk press. Därefter följde två ganska fredliga år, men 870 började det som kallas ”Alfreds slagår”. Inom loppet av 870 och 871 kämpade han i en serie slag, med varierande utgång. Två av slagen är inte kända vare sig till tid eller plats. De som man känner är:
- 31 december 870 – Slaget vid Englesfield (Alfred segrade)
- 4 januari 871 – Slaget vid Reading (Reading)  (Alfred led ett allvarligt nederlag)
- 8 januari 871 – Slaget vid Ashdown (Alfred segrade)
- 22 januari 871 – Slaget vid Basing (Alfred led nederlag)
- 22 mars 871 – Slaget vid Marton (Alfred led nederlag)

## På tronen

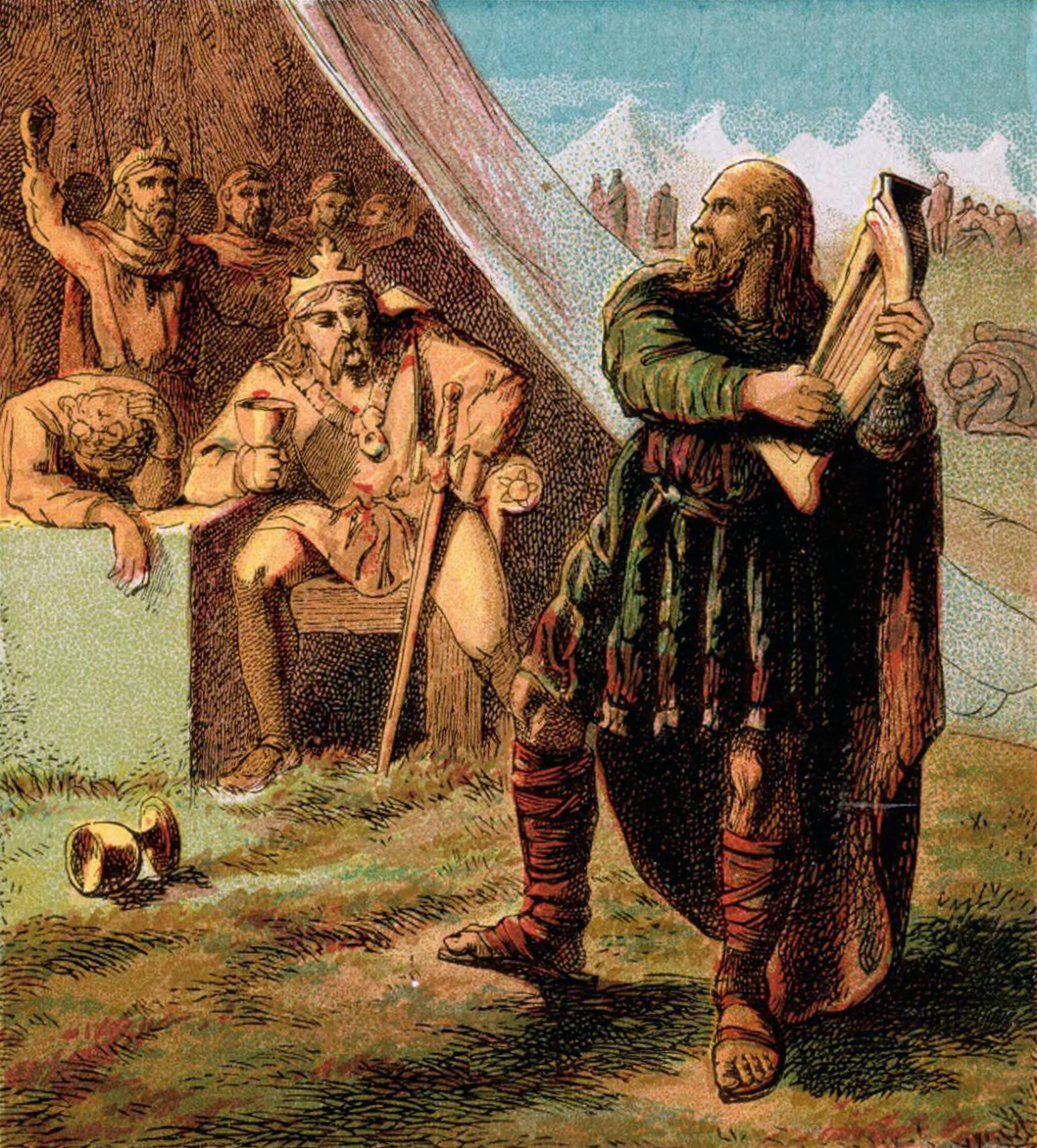
Alfred den store i danernas läger.

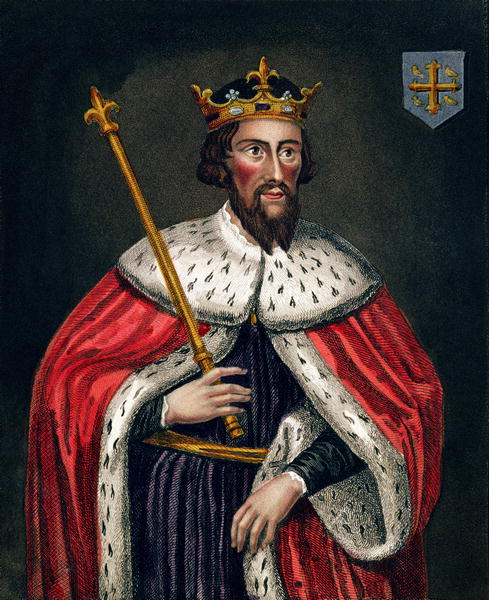
1800-talsporträtt av Alfred.

I april 871 dog Æthelred och Alfred övertog tronen. Medan han var upptagen med broderns begravning segrade danerna i ett slag, var är inte känt, och i maj segrade de över Alfred i slaget vid Wilton. Efter detta ingicks ett fredsavtal och danerna fokuserade på andra delar av England. Alfred kunde då nöja sig med en mindre observationsstyrka vid gränsen.
År 876 angrep danerna Wareham. De leddes då av Guthrum. De gav intryck av att vilja förhandla, men smög sig västerut och tog Exeter. Alfred blockerade danernas armé där, och efter att en dansk flotta skingrades av en storm måste de ge upp och dra sig tillbaka till Mercia. I januari 878 angrep de igen, denna gång i Chippenham, som var en kunglig fästningsstad där Alfred kort tid före hade firat jul. Alfred måste fly med en liten grupp soldater, och vid påsktiden 878 byggde de upp en fästning vid Athelney och började arbetet med att stoppa danerna.
Omkring mitten av maj 878 var Alfred färdig med sina förberedelser, och drog ut från Athelney. Han tog med sig styrkor som var utskrivna i Somerset, Wiltshire och Hampshire. Danerna övergav Chippenham, och de två styrkorna möttes i slaget vid Edington. Alfred vann där en avgörande seger. Danerna underkastade sig, och Guthrum och 29 av hans män lät döpa sig. England blev därmed tudelat vid freden i Wedmore, med en sydvästlig del styrd av saxarna och en nordöstlig del känd som Danelagen. Före 879 hade Alfred Mercia väster om Watling Street och Wessex på daner.
Även om stora delar av England, inklusive London, fortfarande var i danska händer, hade maktbalansen slagit över till Alfreds favör. De nästa åren var det lugnt, inte minst på grund av att danerna var upptagna av andra krig på kontinenten. År 884 eller 885 slogs en landstigning i Kent tillbaka, men detta invasionsförsök uppmuntrade danerna i East Anglia till att göra uppror. Under kampen för att slå ned detta uppror tog Alfred London (885 eller 886), och gränsen drogs ånyo till Alfreds fördel.
Åter följde en lugn period, följd av den sista stora stormen 892 eller 893: Danerna på kontinenten befann sig i en pressad situation, och många drog över till England. De kom i två flottor på sammanlagt omkring 330 skepp, och slog läger i Appledore och vid Milton i Kent. De hade med sig kvinnor och barn, vilket underströk att det inte var en räd, utan ett försök till en permanent erövring. De stöddes av daner i East Anglia och Northumbria. Alfred ställde 893 eller 894 upp styrkor på ett ställe där båda danernas läger kunde observeras. Medan han diskuterade med ledaren i Milton, Haesten, slog danerna i Appledore sig ut och gick mot nordväst. De hanns ifatt av Alfreds son Edvard, som segrade i slaget vid Farnham. Danerna som överlevde måste söka sig en tillflykt på ön Thorney i Hertfordshire Colne. Där blev de innestängda, och måste till slut ge sig. De begav sig därefter till Essex, där de åter blev slagna i slaget vid Benfleet. De slöt sig därefter till Haestens styrka vid Shorbury.
Alfred var på väg till Thorney för att hjälpa Edvard då han fick veta att danerna från Northumbria och East Anglia belägrade Exeter och en annan befästning i Devon. Han vände därför om och lyckades bryta Exeters belägring. Hur det gick på det andra stället nämns inte i källorna. Samtidigt marscherade Haestens styrka upp längs Thames Valley, möjligen för att hjälpa sina fränder i väst. De mötte en stor engelsk styrka och blev tvungna att vända mot nordväst. Vid Buttington, antingen Buttington Tump vid floden Wye eller Buttington i Powys, blev de till slut innestängda. Ett försök att bryta ut lyckades inte, och de överlevande måste till slut dra sig tillbaka till Shoebury. Där samlade de förstärkningar och gick snabbt över England till Chester, där de tog ruinerna av de romerska stadsmurarna. Engelsmännen försökte inte blockera dem på vintern, men nöjde sig med att förstöra tillförseln i området. Tidigt 894 eller 895 måste danerna på grund av matbrist dra sig tillbaka till Essex igen.
Mot slutet av detta år och i början av 895 eller 896 drog danerna sina skepp upp längs Themsen och Lea och byggde en befästning omkring 30 kilometer uppströms från London. Ett angrepp på de danska linjerna misslyckades, men Alfred kom på att han genom att dämma upp floden kunde hindra danerna att använda sina skepp. Danerna insåg att de hade förlorat, och drog sig tillbaka till Bridgnorth. Året därpå (896 eller 897) gav de upp utan strid. En del drog sig tillbaka till Northumbria och andra till East Anglia, medan de som inte hade familj i England vände tillbaka till kontinenten.
Alfreds seger berodde inte bara på hans karaktär och ledaregenskaper utan också tre viktiga militärreformer som han införde:
1. Den nationella styrkan delades i två delar som avlöste varandra i intervaller, så att man hade en stående styrka som inte var för krigstrött.
2. Man byggde fästningsverk och upprättade garnisoner på strategiska punkter.
3. Alla som ägde mer än fem hide jord måste ställa upp med väpnade styrkor, så att kungen fick en kärna av välutrustade män och inte bara en otränad bondehär.

## Betydelse som kung
Alfred vårdade sig särskilt om rikets försvar. För detta ändamål reformerade han härväsendet. Bondehären utbyttes mot eller kompletterades med den kungliga hirden. Många orter blev under hans regeringstid befästa, och en flotta skapades av fartyg som överträffade fiendernas i storlek. Statsväsendet, som förlamats i påfallande grad, liksom känslan av nationell samhörighet levde ånyo upp.
Som kung över alla anglosaxare sammanfattade Alfred för första gången de spridda delarna till ett helt genom en enhetlig lagstiftning och gjorde det i den medvetna avsikten att bringa urgammal rätt i överensstämmelse med Bibelns bud. En fast ordning för finanserna upprättades, och försök gjordes att återuppväcka den gamla bildningen i landet. Han inkallade andliga från Mercia och från fastlandet som inte endast var lärda utan också praktiskt erfarna män. Under påverkan av munken Asser grep kungen också själv till pennan. Genom eget och andras arbete förmedlade han bland sina landsmän kännedomen om den latinska litteraturen, som det andliga livet på den tiden väsentligen grundade sig på. Han behandlade dock sina källor godtyckligt, så att han ibland utelämnade stycken och ibland kompletterade dem. Det var alltså mera bearbetningar än översättningar som han åstadkom. Tillika upprättade han skolor. Genom alla dessa bemödanden höjdes bildningen såväl bland prästerskapet som bland lekmännen. Hantverk och konster blomstrade åter upp. Naturligtvis ökades konungens myndighet genom detta ingripande, som överallt trädde i dagen. Det stärkte kronans makt.

## Död
Alfred dog 26 oktober 899. Dödsåret är visserligen något osäkert, men det har fastslagits med säkerhet att det inte var 900 eller 901 som man tidigare trodde, och 899 är nu accepterat av de allra flesta som det riktiga året. Dödsorsaken är okänd. Han begravdes i Winchesterkatedralen.